# 小行星17076
小行星17076（17076 Betti）是一颗绕太阳运转的小行星，为主小行星带小行星。该小行星于1999年4月18日发现。

## 轨道参数
小行星17076的轨道半长轴为2.4257456 UA，离心率为0.085。